# Pietro da Collemezzo
Pietro da Collemezzo, in latino Petrus de Collemedio e in francese Pierre de Colmieu (o de Colmier o de Colmoyen o de Colmy) (Campagna romana, seconda metà del XII secolo – Assisi, 25 maggio 1253), è stato un cardinale e arcivescovo cattolico italiano, uno dei più importanti esponenti del collegio cardinalizio della prima metà del XIII secolo.

## Biografia

### Le origini

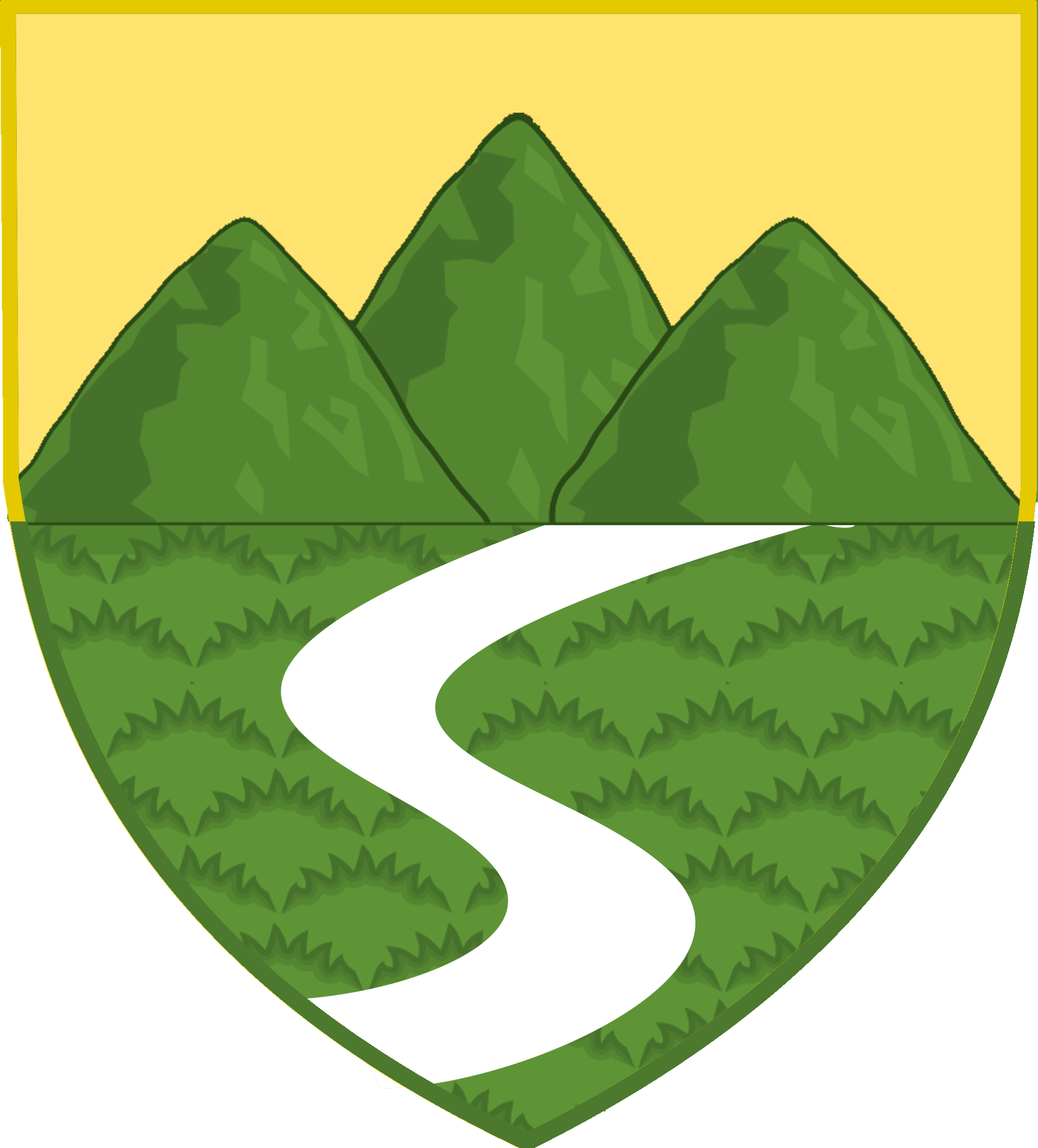
Stemma della famiglia Collemezzo, cui Pietro apparteneva

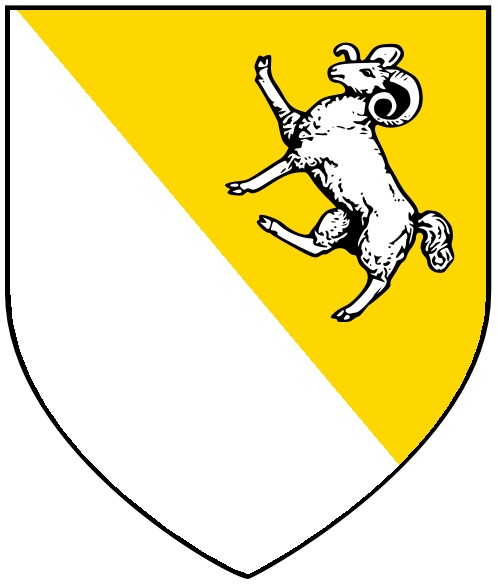
Stemma ecclesiastico di Pietro da Collemezzo

Originario della campagna romana, nonostante molti storici in passato ne abbiano erroneamente riconosciuto i natali francesi, non si conosce con esattezza la sua data di nascita, avvenuta comunque presumibilmente nell'ultimo quarto del XII secolo. Non si sa quasi nulla della sua formazione né del periodo antecedente al 1217, anno in cui compare per la prima volta nelle fonti, col titolo di magister, ottenuto probabilmente all'Università di Parigi, dove sembra che abbia insegnato nei primi decenni del XIII secolo.

### La carriera curiale e diplomatica
Anche se non si conosce l'anno preciso, fu in giovane età che Pietro entrò a far parte della curia romana, nell'ambito della quale ricoprì le cariche di suddiacono, auditor e cappellano papale. Intensa fu anche la sua carriera diplomatica: nel 1218 partecipò ad un'ambasceria in Inghilterra al seguito di Pandolfo, futuro vescovo di Norwich ed è menzionato in una lettera di Enrico III del 17 gennaio 1220. Tra il 1220 e il 1226 risiedette a Parigi come rappresentante di papa Onorio III, che lo incaricò di svolgere alcune missioni di fiducia.
A partire dal 1229 fu al servizio del cardinale legato Romano Bonaventura, rappresentandolo nella legazione contro gli albigesi e al quale nel 1230 succedette in qualità di nunzio nella Francia meridionale. Durante la sua lunga permanenza in Francia, prima come rappresentante di papa Onorio III e poi al servizio del cardinale Romano Bonaventura, dedicò grandi energie alla soluzione dei problemi politico-religiosi di quelle regioni; in particolare ebbe un ruolo attivo nel consolidamento della pace conclusa il 12 aprile 1229 tra Luigi IX e Raimondo VII, conte di Tolosa. Fu titolare di numerose prebende: fu canonico delle cattedrali di Amiens e di Thérouanne nel 1229, presiedette alla prepositura di Saint-Omer almeno dal 21 febbraio 1230 al dicembre 1236 e fu ripetutamente richiesto come vescovo da diversi capitoli di canonici elettori (Châlons-sur-Marne nel 1226 e Tours nel 1229), grazie all'ottima reputazione che si era costruito per lo zelo con il quale si era dedicato ai problemi pastorali.
Grazie alle pressioni di alte personalità politiche e religiose, venne eletto alla cattedra arcivescovile di Rouen, dove venne consacrato il 9 agosto 1236. La consacrazione fu confermata da papa Gregorio IX il 12 agosto successivo. Anche sotto il pontificato di papa Innocenzo IV è attestata la sua lunga permanenza a Lione e la sua attività come protagonista di numerose missioni legatizie, in Belgio, in Germania e in Italia (nel 1252 fu inviato come legato pontificio prima in Puglia e poi in Toscana).
Il 28 maggio 1244, a coronamento di una carriera trentennale durante la quale aveva contribuito attivamente al bene della Chiesa, papa Innocenzo IV lo nominò cardinale vescovo di Albano.

### La prigionia
Nel 1241 fu inviato a Roma per prendere parte al concilio indetto da papa Gregorio IX per scomunicare Federico II di Svevia, il quale fece intercettare, presso l'Isola del Giglio, la flotta che trasportava parte del clero che si recava a Roma, rendendo impossibile lo svolgimento del concilio. Molti prelati furono imprigionati e Pietro da Collemezzo fu tra questi. Fu liberato probabilmente solo nel 1243, anno in cui fu inviato dal papa proprio presso l'Imperatore svevo per tentare di ottenere una tregua dalle ostilità.

### Il conflitto tra clero secolare e ordini mendicanti
Nel conflitto che oppose il clero secolare agli ordini mendicanti per il controllo dell'Università di Parigi, Pietro da Collemezzo fu uno dei maggiori sostenitori dei maestri secolari parigini e appoggiò la loro causa dall'interno della curia. Si attirò in questo modo le ire dei mendicanti, che alla sua morte, sopraggiunta in uno dei momenti più aspri della contesa, lo condannarono alla damnatio memoriæ, tramandando una descrizione umiliante della sua morte.

### La morte
Testi domenicani e francescani raccontano che il cardinale sarebbe morto in seguito ad un banale incidente e che i membri del suo seguito, totalmente disinteressati alle sue sorti, si sarebbero impossessati di tutti i suoi beni, senza prestargli alcun soccorso.
Morì ad Assisi il 25 maggio 1253; dopo la sua morte l'amministrazione della diocesi di Albano fu affidata da papa Innocenzo IV al vescovo di Bari Enrico Filangieri.

## Genealogia episcopale e successione apostolica
La genealogia episcopale è:
- Vescovo Guillaume Otilles;
- Cardinale Pietro da Collemezzo.

La successione apostolica è:
- Vescovo Aymeric La Serre de Malemort (1246)
- Bishop Guy de La Tour-du-Pin, O.P. (1250)
- Vescovo Anzelm, O.SS.T. (1250).